# Stenalcidia robusta
Stenalcidia robusta là một loài bướm đêm trong họ Geometridae.